# ساوتوست سیتی (میزوری)
ساوتوست سیتی (به انگلیسی: Southwest City) یک شهر در ایالات متحده آمریکا است که در شهرستان مک‌دونالد، میزوری واقع شده‌است. ساوتوست سیتی ۳٫۸۳ کیلومتر مربع مساحت و ۹۷۰ نفر جمعیت دارد و ۲۸۶ متر بالاتر از سطح دریا واقع شده‌است.